# Fin de siècle
Het fin de siècle (Frans voor 'eind van de eeuw') is een stijlperiode aan het einde van de 19de en het begin van de 20ste eeuw. Deze periode werd gekenmerkt door de ambivalente houding van de burgerij, met als gevolg een enorme groei van allerlei kunststijlen en -vormen. Zo was er de opmars van het impressionisme, de jugendstil in de schilder- en bouwkunst, de cinematografie en de Cancan in de beeldende kunst en muziek, enzovoort. 
Deze periode bracht mensen in grote verwarring door de diverse wetenschappelijke ontwikkelingen, die regelmatig in strijd waren met de bestaande orde. Zo was de evolutieleer van Darwin in strijd met de Bijbelse opvattingen, de opkomst van het socialisme bedreigde de macht van de bourgeoisie en de freudiaanse psychologie bewees dat de mens dingen in zich had, die hij liever ontkende. Door deze tegenstrijdigheden was er sprake van een ambivalente houding onder de burgerij. Men ging de nieuwe eeuw in met zowel verwachtingen als angst.
Deze ambivalentie leidde in de kunst tot een vlucht uit de realiteit met behulp van overbeschaving en luxe. Dit escapisme leidde al snel tot estheticisme, waar het dandyisme uit is ontstaan. Door de overmatige mooiigheid heette deze periode ook wel la belle époque (Frans voor 'het mooie tijdperk').
Tegenstrijdig met het estheticisme ontstond ook het impressionisme als reactie op en als voortzetting van het realisme uit de 19e eeuw. Doel hiervan was om de werkelijkheid zo uit te beelden als zij wordt ervaren.